# Carolus Wrede
Carl (Carolus) Gustaf Garibaldi Fabian Wrede, född 27 december 1860 i S:t Karins, död 15 maj 1927 i Helsingfors, var en finländsk industriman. Han var bror till Casper Wrede samt far till Gustaf Woldemar och Kenneth Wrede.
Carolus Wrede var 1897–1902 disponent vid Sorsakoski bruk och 1902–1917 innehavare av Lehtoniemi mekaniska verkstad och skeppsvarv (anlagda 1888 i Leppävirta, nedlagda 1929) samt Taipale såg och kvarn; samtidigt verkställande direktör i Åbo Järnmanufaktur och Waggonfabrik 1906–1918 och i C. Wrede & Co Ab.

## Utmärkelser
- Riddartecknet av I klass av Finlands Vita Ros’ orden,  16 maj 1919[1]

[Redigera Wikidata]